# Panzer IV
Panzer IV, originalno Panzerkampfwagen IV (Pz.Kpfw. IV), ali krajše Pz IV je bil nemški tank druge svetovne vojne. V uporabi je bil ves čas vojne, navzoč je bil povsod kjer so se bojevali Nemci in zato eden od sploh najbolj uporabljanih tankov v zgodovini. Izdelali so jih daleč največ od vseh nemških tankov, prek 8 500 v številnih variantah.   

## Zgodovina
Leta 1935 so podjetja Daimler-Benz,Krupp, MAN, in Rheinmetall naredila prototipe tankov za natečaj. Izbrani sta bili podjetji Daimler-Benz in Krupp. Daimler-Benz je nato izdeloval tanke Panzer III, Krupp pa Panzer IV. Prvi model Panzer IV Ausf. A je bil izdelan oktobra leta 1937. V naslednjih šestih mesecih so jih naredili še 35. 
Med bojnim pohodom v Francijo se je tank srečal tudi v boju z drugimi tanki. V teh bojih se je preizkusil top KwK 37 L/24, ki je bil uspešen proti francoskim tankom Somua S-35. Proti tankom Char B1 in Matilda Mk II pa je bil neuporaben. Ta slabost je prišla do izraza leta 1941, ko so boji potekali v severni Afriki, zato so marca 1941 na verzijo Panzer IV Ausf. D pritrdili nov top KwK 39 L/60, ki je bil uporaben proti vsem tankom, razen proti novejšim težkim tankom. Ta verzija ni videla serijske proizvodnje, saj je Krupp razvijal še močnejši top 75 mm L/40, vendar tudi novejši top ni prišel v uporabo. Nemčija se je v bojnem pohodu v Sovjetsko zvezo srečala s tanki, ki so imeli oklepe debele tudi do 100 mm. Tukaj se je še enkrat pokazala slabost teh tankov, zato so odgovorni oblikovali razpis za nov tank, ki je kasneje postal Panzer V. Finska jih je kupila 22. Dostavljenih je bilo le 15 in vsi so bili dostavljeni prepozno, da bi jih uporabili proti Sovjetski zvezi. V Finski je tank služil kot vadbeni tank. Po vojni jih je kupila tudi Sirija.
Tank je bil kasneje še velikokrat izboljšan. To mu je omogočalo, da je ostal konkurenčen na bojišču proti ameriškim tankom M4 Sherman in sovjetskim tankom T-34.
Tank je bil zelo razširjen. Nekaj jih je Nemčija podarila svojim zaveznikom. Leta 1942 jih je Madžarska prejela 10 in Romunija 11. Naslednjo leto so podarili 12 tankov Italiji, 15 tankov Turčiji in 20 tankov Španiji. Večje število tankov je prejela Bolgarija. Med letoma 1943 in 1944 jih je prejela 91, ki jih je nato uporabila proti Nemčiji. V tem času je tudi Romunija prejela veliko število tankov (127). 1944 je Neodvisna država Hrvaška prejela 10 tankov verzije Panzer IV Ausf. F in 5 tankov verzije Panzer IV Ausf. G. V zadnjih mesecih vojne jih je še 52 prejela Madžarska.

## Verzije
- Ausf. A: Med letoma 1937 in 1938 jih je bilo narejenih 35.
- Ausf. B: Verzija z debelejšim oklepom in večjim motorom. Leta 1938 jih je bilo narejenih 42.
- Ausf. C: Verzija z manjšimi izboljšavami. Narejenih je bilo 138 (1938-1939).
- Ausf. D: Verzija z debelejšim oklepom. To je bila prva verzija pripravljena za boje. Narejenih je bilo 229 (1939-1940).
- Ausf. E: Odebeljen prednji in stranski oklep. Narejenih je bilo 223 tankov (1940-1941).
- Ausf. F1: Poenostavljena konstrukcija. Narejenih je bilo 462 (1941-1942).
- Ausf. F2: Verzija na katero je bil priterjen nov top 7,5 cm KwK 40 L/43 gun. Narejenih je bilo 175 (1942).
- Ausf. G: Verzija z debelejšim kupolnim oklepom in imela je nekaj modifikacij za zimsko bojevanje. Narejenih je bilo 1687 tankov (1942-1943).
- Ausf. H: Verzija z novim topom 7.5 cm KwK 40 L/48 in z debelejšim oklepom. Narejenih je bilo 3774 (1943-1944).
- Ausf. J: Dodan tank za gorivo. Narejenih je bilo 1758 (1944-1945).
- Tauchpanzer: To je bil amfibijski tank narejen za operacijo Morski lev. Leta 1940 so 42 tankov Ausf. D spremenili v amfibijske.
- Panzerbefehlswagen IV (PzBefWg. IV): Spremenjena verzija Ausf H v poveljniško. Leta 1944 so jih spremenili 97.
- Panzerbeobachtungwagen IV (PzBeogWg. IV): Med letoma 1944 in 1945 je bilo 96 tankov Panzer IV (največ verzije Ausf. J) predelanih v artilerijske izvidnike.